# Trofeu Edil C
El Trofeu Edil C és una cursa ciclista que es disputa pels voltants de Collecchio, a l'Emília-Romanya, Itàlia. La cursa es creà el 1997, en forma de critèrium. Des del 2009 forma part de l'UCI Europa Tour, amb una categoria 1.2.
El 2020 no es disputà per la pandèmia de COVID-19 i el 2021 problemes d'organització.

## Palmarès
| Any  | Vencedor              | Segon              | Tercer                  |
| ---- | --------------------- | ------------------ | ----------------------- |
| 1997 | Federico Giabbecucci  |                    |                         |
| 1998 | Michele Colleoni      |                    |                         |
| 1999 | Alessandro Cortinovis |                    |                         |
| 2000 | Cristiano Parrinello  |                    |                         |
| 2001 | Michele Maccanti      |                    |                         |
| 2002 | Roman Luhovyj         | Antonio Bucciero   | Daniele Della Tommasina |
| 2003 | Mirco Lorenzetto      | Roman Luhovyj      | Fabio Borghesi          |
| 2004 | Fabrice Piemontesi    | Dario Benenati     | Daniele Callegarin      |
| 2005 | Vassil Kirienka       | Drasutis Stundzia  | Gene Michael Bates      |
| 2006 | Maurizio Biondo       | Ashley Humbert     | Aliaksei Polushkin      |
| 2007 | Paolo Tomaselli       | Marco Frapporti    | Giuseppe De Maria       |
| 2008 | Cesare Benedetti      | Alessandro Trotta  | Giuseppe De Maria       |
| 2009 | Tomas Alberio         | Alessandro Trotta  | Pierpaolo De Negri      |
| 2010 | Massimo Graziato      | Matteo Busato      | Carlos Quintero         |
| 2011 | Mattia Pozzo          | Maksim Averin      | Alfio Locatelli         |
| 2012 | Kristian Sbaragli     | Nicola Boem        | Matteo Busato           |
| 2013 | Andrea Zordan         | Davide Villella    | Luca Benedetti          |
| 2014 | Andrea Vaccher        | Simone Velasco     | Damiano Cima            |
| 2015 | Francesco Reda        | Simone Petilli     | Lukas Pöstlberger       |
| 2016 | Vincenzo Albanese     | Leonardo Bonifazio | Gianluca Milani         |
| 2017 | Marco Negrente        | Lucas Hamilton     | Alexandr Riabushenko    |
| 2018 | Alessandro Fedeli     | Zahiri Abderrahim  | Robin Meyer             |
| 2019 | Giovanni Aleotti      | Simone Piccolo     | Marco Murgano           |